# CMA (항공사)

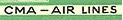
로고.

CMA(Compagnie des messageries aériennes)는 20세기 초창기 항공산업을 선두한 대표적인 프랑스의 항공사로, 오늘날 에어프랑스의 전신인 회사 중 하나이다. 1919년에 설립되어 1923년까지 운영되었으며 이후 그랜드 익스프레스 항공 항공사와 합병되어 에어 유니온을 설립하였다.

## 역사
CMA는 루이-찰스 브레게, 루이 블레리오, 루이 르노 및 르네 커드롱에 의해 1919년 2월에 설립되었다. 세계1차대전의 정찰 및 폭격기 Breguet 14기를 개조해 1919년 4월 18일부터 파리 르부르제 공항과 릴 레캉 공항을 연결하는 노선을 운항하였다.  같은해 8월, 9월에 각각 브뤼셀, 런던행 노선을 개항하였다.

## 보유 기종
- Breguet 14 (탑승승객수: 2)
- Farman F.60 Goliath (탑승승객수: 12, 대수: 15)
- Blériot-SPAD S.27 (탑승승객 2인, 대수: 10)
- Blériot-SPAD S.33 (탑승승객 2인, 대수: 15)